# August von Mackensen
August von Mackensen, tên khai sinh là Anton Ludwig Friedrich August Mackensen (6 tháng 12 năm 1849 – 8 tháng 11 năm 1945) là một Thống chế quân đội Đức thời kỳ đế quốc. Trong Chiến tranh thế giới thứ nhất, Mackensen tham gia chỉ huy lực lượng Đức trên mặt trận Đông-Nam Âu, kinh qua các chức vụ Tư lệnh Quân đoàn XVII, Tư lệnh Tập đoàn quân số 9 (1914 – 1915), Tư lệnh Tập đoàn quân số 11, Tư lệnh Cụm Tập đoàn quân Mackensen (1915 – 1916) và Tư lệnh quân đội Đức tại Balkan (1916 – 1918). Mackensen được xem là một trong những tướng đánh trận hay nhất của Lục quân Đế quốc Đức, đã lập nên nhiều chiến thắng lớn ở Đông Phổ, Ba Lan thuộc Nga và Balkan mà tiêu biểu là chiến dịch Gorlice-Tarnów (1915), chiến dịch Serbia (1915) và chiến dịch România (1916). Sau khi đế quốc Đức sụp đổ, Mackensen giải ngũ vào năm 1920 và vẫn kiên định với lập trường bảo hoàng của mình trong thời kỳ Đảng Quốc xã cầm quyền tại Đức. Điều này làm chính quyền Quốc xã nghi kỵ Mackensen là người bất đồng chính kiền, song họ không dám làm gì đến ông.

## Sự nghiệp ban đầu
Mackensen sinh ra ở Haus Leipnitz gần làng Dahlenberg (nay thuộc đô thị Trossin), trong một gia đình trung lưu khá giả ở tỉnh Sachsen (Phổ). Ông xung phong nhập ngũ trong Trung đoàn Khinh kỵ binh Hộ vệ 2 (Phổ) vào ngày 1 tháng 10 năm 1869, và tham chiến trong Chiến tranh Pháp Phổ 1870-71. Trong cuộc chiến này Mackensen đã được phong cấp Thiếu úy và lãnh thưởng Huân chương Thập tự Sắt hạng 2 vì thực hiện tốt các hoạt động trinh sát sau lưng phòng tuyến quân Pháp phía bắc Orléans. Sau khi chiến tranh chấm dứt, Mackensen rời quân ngũ và nhập học Đại học Halle (Sachsen-Anhalt), nhưng đến tháng 4 năm 1873 ông tái ngũ với Trung đoàn Khinh kỵ binh Hộ vệ 2. Năm 1879, Mackensen kết hơn với Doris (Dorothea) von Horn, con gái Tổng đốc Đông Phổ Karl von Horn và là em gái một đồng đội của Mackensen đã chết trong chiến tranh chống Pháp. Hai người có với nhau hai con gái và ba con trai.
Năm 1891 Mackensen được đặc cách phân công vào Bộ Tổng tham mưu mà không cần phải học 3 năm ở Học viện Quân sự Potsdam. Tại Bộ Tổng tham mưu, Mackensen được thăng cấp đại úy và được phân công vào bộ phận nghiên cứu tình hình Nga, Áo-Hung và Balkan. Trong một cuộc hội kiến vào tháng 2 năm 1891, Mackensen đã được Thống chế nguyên Tổng tham mưu trưởng Helmuth von Moltke nhận xét là "một con người dễ mến". Cùng năm đó, Mackensen được cử làm trợ lý cho tân Tổng tham mưu trưởng - Thượng tướng Bộ binh Alfred von Schlieffen. Trong những lần tháp tùng Schlieffen đi huấn luyện thực địa cho cán bộ tham mưu, Mackensen đã gây ấn tượng tích cực với Hoàng đế Wilhelm II. Ngày 17 tháng 6 năm 1893, Wilhelm phân công Mackensen làm Trung đoàn trưởng Trung đoàn Khinh kỵ binh Hộ vệ 1. Các thành tích của Mackensen trong việc chỉ huy, chỉ đạo trung đoàn đã khiến Wilhelm II càng ưu ái ông hơn, và đến ngày 27 tháng 1 năm 1898 Mackensen được triệu về kinh đô làm trợ lý cá nhân của hoàng đế. Ông là người bình dân (không phải quý tộc) đầu tiên được thọ lãnh chức vụ này. Ngày 27 tháng 1 năm 1899, nhân dịp "tứ tuần đại khánh" của Wilhelm II, Mackensen được nhà vua phong hàm quý tộc và từ đấy ông mang tên August von Mackensen. Tiếp theo đó Mackensen đảm nhiệm chức Lữ đoàn trưởng Lữ đoàn Kỵ binh Hộ vệ từ năm 1901 đến năm 1903, rồi từ lên chức Sư đoàn trưởng Sư đoàn 36 đóng tại Danzig (nay thuộc Ba Lan) từ năm 1903 đến năm 1908.
Năm 1905, vợ Mackensen là Horn chết; hai năm sau, ông kết hôn với Leonie von der Osten khi người này mới 22 tuổi. Khi Schlieffen về hưu (1906), Mackensen được coi là người có tiềm năng kế nhiệm chức Tổng tham mưu trưởng, nhưng chức vụ này sau cùng đã thuộc về Đại tướng Helmuth von Moltke – cháu của cố Thống chế von Moltke được nêu trong đoạn trên. Năm 1908 Mackensen (bấy giờ đã leo đến cấp Thượng tướng Kỵ binh) lãnh chức Tư lệnh Quân đoàn XVII đóng sở chỉ huy tại thành phố Danzig, tỉnh Tây Phổ. Thái tử Wilhelm - trưởng tử của hoàng đế khi ấy là một quân nhân tại ngũ trong Quân đoàn XVII, nên nhà vua đã chỉ thị cho Mackensen quan tâm sát sao thái tử và dạy cho cậu ta cưỡi ngựa thuần thục.

## Chiến tranh thế giới thứ nhất

### Đông Phổ và Ba Lan năm 1914

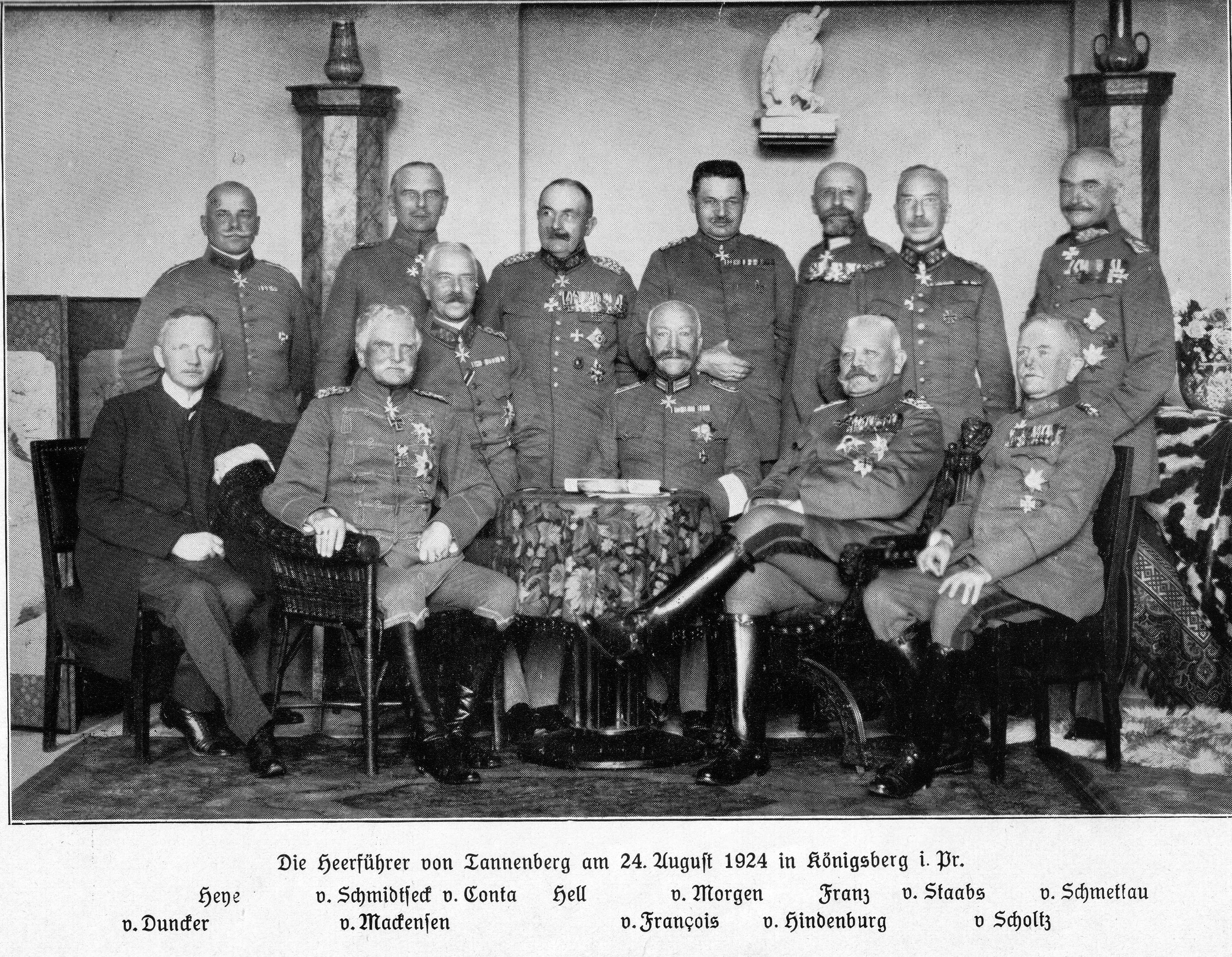
Các tướng Đức hội ngộ trong dịp kỷ niệm 10 năm Chiến thắng Tannenberg năm 1924. Mackensen là người ngồi thứ hai từ bên trái, bên cạnh người mặc áo đen.

Mùa thu năm 1914, Chiến tranh thế giới thứ nhất bùng nổ. Trong suốt 2 năm rưỡi theo sau đó, Mackensen tham gia chỉ huy quân đội Đức trong hầu hết các chiến dịch lớn trên Mặt trận Đông Âu. Thoạt tiên, Mackensen lãnh đạo Quân đoàn XVII chiến đấu ở Đông Phổ trong đội hình Tập đoàn quân số 8 vào tháng 8 – 9 năm 1914. Quân Nga tấn công Đông Phổ và đánh tan tác Quân đoàn XVII trong trận mở màn tại Gumbinnen ngày 20 tháng 8 năm 1914, khiến Mackensen phải tháo chạy về sông Wisla cùng toàn bộ Tập đoàn quân số 8. Nhưng Mackensen đã sớm hồi phục khỏi cú sốc bại trận này, sau đó ông hành quân gấp rút xuống hướng nam để tham gia bao vây, tiêu diệt Tập đoàn quân số 2 (Nga) của tướng Aleksandr V. Samsonov gần Tannenberg. Sau nhiều ngày hành quân không ngơi nghỉ (chỉ riêng trong ngày 25 tháng 8, Quân đoàn XVII đã vượt qua một lộ trình dài đến 48 km), ngày 29 tháng 8 quân Mackensen đã chiếm lĩnh được những vị trí thuận lợi mà từ đó họ có thể khóa chặt đường rút sang hướng đông của Tập đoàn quân số 2 (Nga). Trong 2 ngày tới, Mackensen và Quân đoàn XVII đã đập tan hàng loạt đợt phản kích của quân Nga, và đến ngày 1 tháng 9 trận Tannenberg khép lại với chiến thắng toàn diện của Tập đoàn quân số 8 (Đức), với hơn 90.000 sĩ quan, binh sĩ Nga bị bắt làm tù binh. Quân đoàn XVII bắt được 25.000 quân Nga và đây là quân đoàn thu được nhiều tù binh nhất trong đội hình Tập đoàn quân số 8 (Đức).
Sau trận đánh Tannenberg, quân đoàn Mackensen được thuyên chuyển sang Tập đoàn quân số 9 tân lập tại Thượng Schliesen cuối tháng 9 năm 1914. Thống chế Paul von Hindenburg - Tư lệnh Tập đoàn quân số 9 bấy giờ lên kế hoạch đánh chiếm Warszawa, thủ phủ của Ba Lan thuộc Nga. Để thực thi chiến dịch này, Mackensen được chỉ định vừa chỉ huy Quân đoàn XVII, vừa chỉ đạo Quân đoàn XX và một lực lượng hỗn tạp mang tên Đoàn Frommel (gồm các Sư đoàn Kỵ binh 8, Dự bị 35 và Vệ binh quốc gia 18). Mackensen khởi động tấn công các chốt quân Nga gần Warszawa vào ngày 9 tháng 10. Ban đầu quân của Hindenburg và Mackensen đạt được một số thắng lợi, nhưng sau đó các mũi tiến công của Mackensen cùng với toàn bộ Tập đoàn quân số 9 đã bị khựng lại vào ngày 15 tháng 10. Quân Nga chuyển sang phản kích buộc quân Đức phải vội vã rút chạy về Schliesen; kế hoạch thôn tính Warszawa bị phá sản.
Tháng 11 năm 1914, Hoàng đế Đức Wilhelm II thăng chức cho Hindenburg làm Tổng tư lệnh Mặt trận Đông Âu. Nhậm chức xong, Hindenburg thỉnh cầu hoàng đế cử Mackensen thay ông ta chỉ huy Tập đoàn quân số 9, và được Wilhelm chấp thuận. Tháng 11 năm 1914, tân Tư lệnh Tập đoàn quân số 9 Mackensen tổ chức trận tấn công Łódź, một trung tâm công nghiệp dệt may của Ba Lan thuộc Nga và cũng là cơ sở liên lạc quan trọng của quân đội Nga. Quân Nga đã chặn được đà tiến công của Mackensen và phản công đánh bật quân Đức về sông Bzura. Nhưng sau đó, Bộ Tổng tham mưu điều quân từ chiến trường Tây Âu sang chi viện cho Mackensen, khiến ông giành lại được thế chủ động. Quân Đức cuối cùng đã chinh phục được Łódź vào ngày 6 tháng 12 năm 1914. Đây là thắng lợi đầu tiên của Mackensen trên cương vị chỉ huy cấp tập đoàn quân, và nó đã làm cho ông được suy tôn như một anh hùng nước Đức thời bấy giờ.. Mackensen lãnh thưởng Thập tự Xanh (Pour le Mérite), phần thưởng quân sự cao quý nhất của Phổ vào ngày 27 tháng 11 và được thăng cấp hàm Đại tướng ngày 27 tháng 12 năm 1914.

### Các chiến dịch đánh Nga năm 1915
Người Nga tuy thua Đức tại Tannenberg và Łódź nhưng liên tục đánh bại quân đội Áo-Hung (đồng minh của Đức) ở Đông Nam Âu. Tháng 4 năm 1915, quân đội Nga đã thôn tính toàn bộ khu vực phía tây Galicia (Ba Lan thuộc Áo), biến nơi đây thành bàn đạp xâm chiếm Hungary. Bộ Tổng tham mưu Áo-Hung khẩn thiết cầu viện Đức. Điều này, cùng với những thất bại của Đức ở Tây Âu, đã thúc đẩy Tổng tham mưu trưởng Đức Erich von Falkenhayn thực hiện chiến lược phòng ngự trên mặt trận Tây Âu và tập trung tấn công Nga hòng ép vua Nga nghị hòa với Đức. Thoạt tiên, Bộ Tổng tham mưu Đức quyết định tung một binh đoàn liên hợp Đức-Áo hùng mạnh do một tướng Đức chỉ huy đánh phá sườn phải quân Nga tại khu vực Gorlice-Tarnów đặng trục xuất người Nga khỏi biên giới Hungary. Để thực hiện ý đồ này, Falkenhayn xây dựng Tập đoàn quân số 11 Đức (gồm 4 quân đoàn Đức, 1 quân đoàn Áo-Hung và 2 sư đoàn Đức tác chiến độc lập tại Galicia) làm mũi nhọn xung kích trong chiến dịch sắp tới. Do khả năng xử sự khéo của Mackensen, các tổng tham mưu trưởng Đức, Áo-Hung nhất trí bổ nhiệm ông làm Tư lệnh Tập đoàn quân số 11. Cùng tham gia tấn công với Tập đoàn quân số 11 có các Tập đoàn quân số 2, 3, 4 của Áo-Hung (cũng được đặt dưới sự chỉ đạo của Mackensen). Falkenhayn cũng điều Đại tá Hans von Seeckt, một sĩ quan tham mưu tài năng từ mặt trận Tây Âu sang làm Tham mưu trưởng Tập đoàn quân số 11. Mackensen và Seeckt làm việc rất ăn ý; trong hồi ký của mình Seeckt đã khen ngợi Mackensen là người tinh thông lý thuyết quân sự và khéo biết áp dụng vào việc dùng binh.

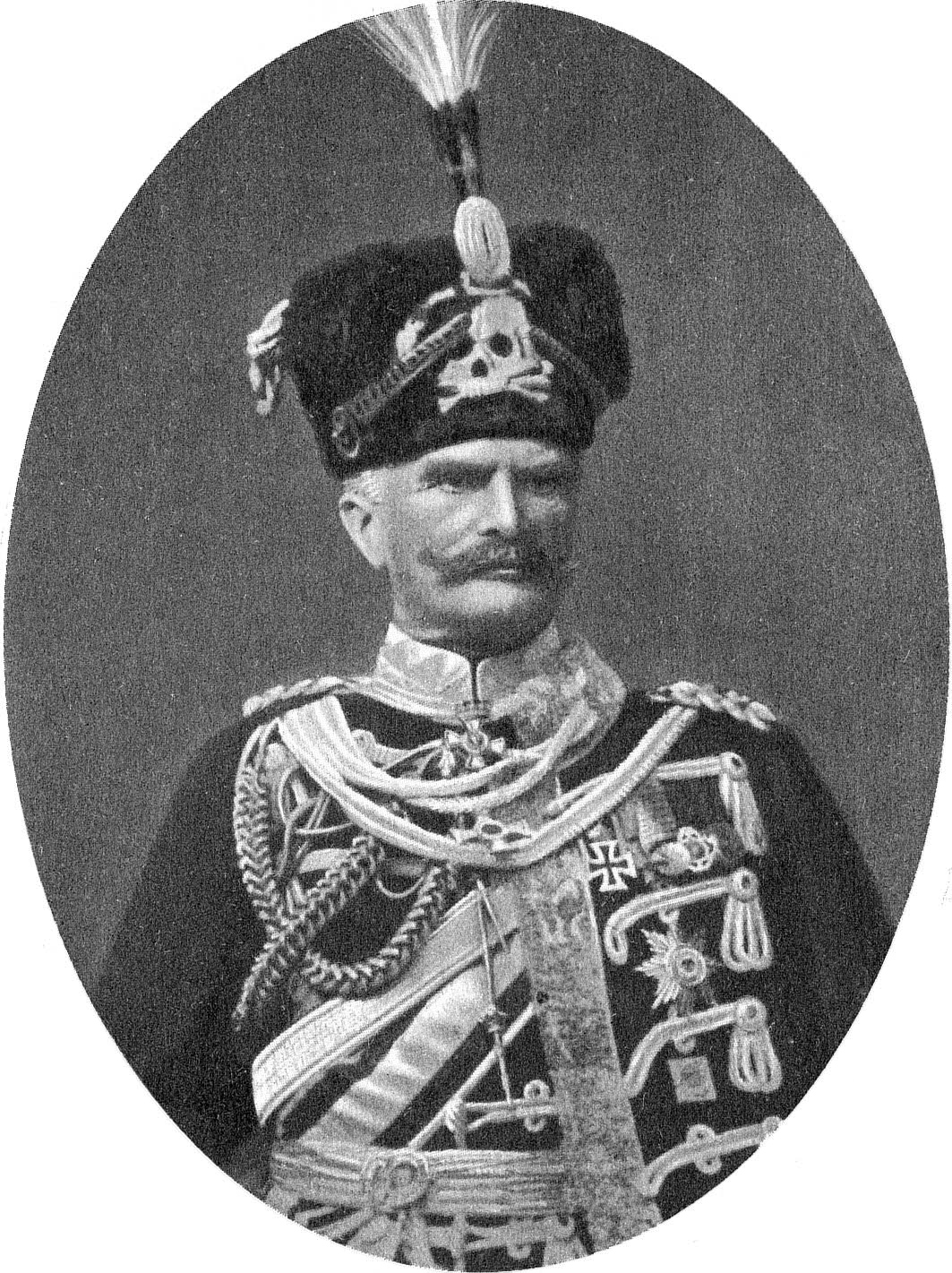
Mackensen trong quân phục khinh kỵ binh Phổ

Sau khi trinh sát kỹ địa hình và xác định các kẽ hở trong phòng tuyến Nga, Mackensen phát động chiến dịch tấn công Gorlice-Tarnów vào ngày 2 tháng 5: thoạt tiên, ông tập trung đại bác oanh kích trận địa đối phương suốt 4 giờ đồng hồ, phá sập hệ thống công sự bộ binh Nga và chế áp pháo binh Nga; kế đến, Mackensen xua bộ binh ào lên đánh nát các tuyến phòng thủ và đè bẹp mọi đợt phản kích của quân Nga. Đến giữa tháng 5, quân Mackensen đã lấy lại dãy Karpat và đẩy quân Nga ra xa biên giới Hungary. Không dừng lại ở đây, các binh đoàn Đức-Áo của Mackensen phát triển thọc sâu vào vùng tây Galicia, quân Phổ-Bayern (Tập đoàn quân số 11) chiếm lại Przemyśl ngày 2 tháng 6 và quân Áo-Hung (Tập đoàn quân số 2) lấy lại Lemberg ngày 22 tháng 6. Chiến dịch Gorlice-Tarnów kết thúc với chiến thắng vang dội của phe Liên minh Trung tâm: dù bị tổn thất nặng nề, quân Đức-Áo-Hung đã thọc sâu 299 km vào lãnh thổ Nga và bắt 250.000 sĩ quan, binh sĩ Nga làm tù binh. Thắng lợi này cũng đưa đến việc vua Đức phong Mackensen làm Thống chế và Seeckt làm Thiếu tướng ngày 22 tháng 6 năm 1915. Do phong cách dùng binh táo bạo và sự gắn bó của ông với binh chủng khinh kỵ binh Phổ nên Mackensen được mệnh danh là "Thống chế Tiến Lên của thời mới" ("Thống chê Tiến Lên" - Marschall Vorwärts là biệt hiệu của Gebhard Leberecht von Blücher, một trong các danh tướng của Phổ thời Chiến tranh Napoléon).
Sau trận Gorlice-Tarnów, Falkenhayn và Tổng tham mưu trưởng Áo Franz Conrad von Hötzendorf lên kế hoạch chinh phục Ba Lan thuộc Nga. Để triển khai kế hoạch này, Falkenhayn gộp Tập đoàn quân số 11 Đức, Tập đoàn quân Bug Đức-Áo và các Tập đoàn quân số 1, 4 Áo thành Cụm Tập đoàn quân Mackensen do Mackensen tư lệnh và Seeckt tham mưu trưởng. Đối mặt với Mackensen là các Tập đoàn quân số 3, 8 và 13 Nga tại Ba Lan. Conrad đề xuất đánh vòng, bọc hậu quân Nga theo thế gọng kìm, nhưng Falkenhayn phản đối vì sợ kéo căng tuyến hậu cần tiếp tế của Đức và không tin là lính Áo đủ sức thực hiện lối đánh này. Mackensen đồng ý với Falkenhayn rằng chỉ cần xông thẳng lên đánh phá phòng tuyến quân Nga dưới sự yểm trợ của hệ thống pháo binh dày đặc là đủ. Falkenhayn cũng hạ lệnh cho Cụm Tập đoàn quân "Bộ Tư lệnh Đông Âu" (Tư lệnh: Thống chế Paul von Hindenburg) thực hiện các mũi tấn công thứ yếu trên mạn bắc nhằm xâm chiếm Litva và buộc Nga phải phân tán lực lượng. Ngày 19 tháng 6 năm 1915, chiến dịch tấn công Ba Lan mở màn bằng một trận pháo kích ngắn nhưng cực kỳ hiệu quả của Cụm Tập đoàn quân Mackensen lên phòng tuyến quân Nga giữa các sông Bug và Wisla. Nhiều đơn vị Nga hao tổn mất 2/3 quân số. Sau đó, bộ binh Đức-Áo liên tiếp đánh thủng các tuyến phòng ngự được người Nga được xây dựng vội vã, và đến ngày 22 tháng 7 Đại bản doanh quân đội Nga phải rút quân khỏi Warszawa, thủ phủ Ba Lan thuộc Nga. Mackensen tiếp tục đẩy mạnh các mũi dùi tấn công vào lãnh thổ Ba Lan, song ông tấn công ở một nhịp điệu vừa phải để tránh đi quá xá tiếp tế. Đến cuối tháng 8, Cụm Tập đoàn quân Mackensen đã hoàn tất quá trình trục xuất quân Nga khỏi Ba Lan. Thiệt hại của quân Nga trong các trận đánh ở Ba Lan lớn hơn cả ở Tannenberg. Trên hướng bắc Cụm Tập đoàn quân Mackensen, các cánh quân của Hindenburg cũng đã tống khứ quân Nga khỏi Litva, nhưng các chiến dịch của Đức năm 1915 đã không đạt được mục tiêu chính là loại nước Nga ra khỏi vòng chiến.

### Chiến dịch Serbia 1915

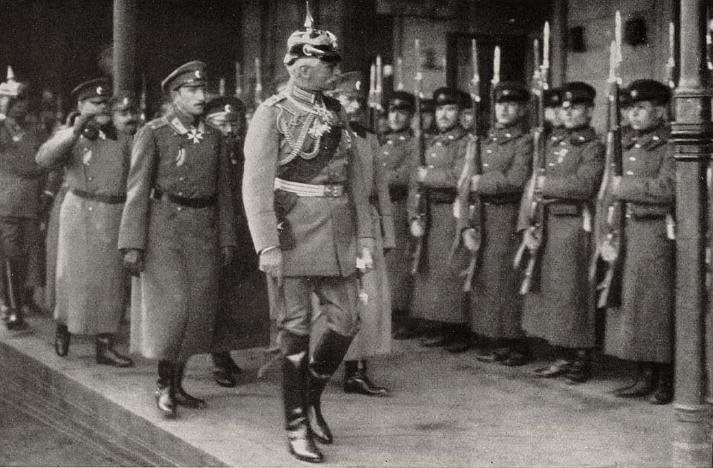
Thống chế Mackensen duyệt đội hình một trung đoàn Bulgaira năm 1916, sau lưng ông là Thái tử Boris của Bulgaria.

Sau khi Mackensen chinh phục Ba Lan, Bộ Tổng tham mưu Đức cử Thượng tướng Bộ binh Alexander von Linsingen thay ông chỉ huy lực lượng Đức ở đây, và Cụm Tập đoàn quân Mackensen được đổi tên thành Cụm Tập đoàn quân Linsingen. Mackensen và Seeckt được điều sang Balkan để chuẩn bị thôn tính Serbia, nước đã đánh bại các cuộc xâm lược của Áo-Hung năm 1915. Mục đích của chiến dịch này là xác lập sự bá quyền của Áo-Hung ở Balkan đồng thời thiết lập đường liên lạc trên bộ giữa Đức với đế quốc Thổ-Ottoman. Ngày 18 tháng 9 năm 1915, Falkenhayn bổ nhiệm Mackensen làm Tư lệnh Cụm Tập đoàn quân Mackensen tân lập (gồm Tập đoàn quân số 11 tân lập của Đức và Tập đoàn quân số 3 Áo-Hung) với quân số đông gấp đôi 330.000 quân chủ lực Serbia do Nguyên soái Radomir Putnik chỉ huy. Dưới sự chỉ huy tác chiến của Mackensen và chỉ đạo chiến lược của Seeckt, Cụm Tập đoàn quân Mackensen đã khơi mào chiến dịch tấn công Serbia ngày 5 tháng 10 năm 1915. Liên quân Đức-Áo điều đại bác hạng nặng bắn phá cấp tập và phá sập phòng tuyến quân Serbia ở nhiều nơi. Tiếp theo đó, quân Áo-Hung vượt sông Save tiến đánh thủ đô Beograd từ hai hướng, trong khi quân Đức vượt sông Donau và lập được đầu cầu tại Sementia và Ram. Quân Serbia kháng cự anh dũng nhưng bị đánh tan.
Ngày 11 tháng 10, liên quân Đức-Áo-Hung chiếm được Beograd. Quân Đức cũng bẻ gãy các đợt phản kích của địch vào đầu cầu Semendria. Sau đó, Mackensen tổ chức vây diệt quân Serbia tại Kragujevac - trung tâm công nghiệp đạn dược của Serbia, nhưng không thành công và gặp nhiều tổn thất do thời tiết xấu, đường sá chật chội và sự chống cự quyết liệt của người Serbia. Đầu tháng 10 năm 1915, phe Hiệp ước đưa 150.000 quân Anh-Pháp đến Salonika (Hy Lạp) hòng chuẩn bị tiếp viện cho người Serbia. Ngày 14 tháng 10, Bulgaria tuyên bố tham chiến trong phe Liên minh Trung tâm. Quân Bulgaria xâm nhập miền đông Serbia, tiến nhanh tới thung lũng sông Vardar hòng chặt đứt tuyến đường sắt giữa Niš với Salonika làm liên quân Anh-Pháp không thể tiến vào Serbia. Thắng lợi của người Bulgaria cùng với những cải thiện về hệ thống đường tiếp tế của Đức-Áo đã tạo tiền đề cho Mackensen nghiền nát trận tuyến quân Serbia tại Kragujevac vào ngày 30 tháng 10 – 1 tháng 11 năm 1915, mặc dù một bộ phận quân Serbia đã chạy thoát về Pristina. Liên quân Đức-Áo thu được hơn 15.000 tù binh và 100 đại bác. Quân Bulgaria cũng tiếp tục tiến sâu vào miền đông Serbia nhằm che chắn cho cạnh sườn quân Đức không bị quân Anh-Pháp tấn công. Thừa thắng, ngày 6 tháng 11 Mackensen mở cuộc tổng tấn công Pristina đặng đánh dứt điểm quân đội Serbia. Trước sức ép dữ dội từ 3 hướng của quân Đức, Áo-Hung và Bulgaria, Putnik kéo tàn quân rút chạy ra biển Adriatic theo đường Albania vào trung tuần tháng 11. Dù hao tổn rất nhiều sinh lực, quân Serbia đã vượt qua vùng núi hiểm trở của Albania và đến ven biển Adriatic vào tháng 12. Tháng 2 năm 1916, tàu binh Anh-Pháp sơ tán số quân Serbia này sang đảo Corfu (Hy Lạp), và đến tháng 4 họ được vận chuyển vào Salonika để hợp lực cùng quân Anh-Pháp tại đây.
Mặc dù không thành công trong việc tiêu diệt triệt để quân đội Serbia, bộ đôi Mackensen-Seeckt với sự giúp sức của người Bulgaria đã hoàn thành cuộc xâm lược Serbia vào ngày 21 tháng 11 năm 1915. Các cánh quân của Mackensen đã giết và làm bị thương 95.000 quân Serbia, đồng thời bắt 150.000 tù binh. Quân Đức, Áo và Bulgaria cũng tịch thu vô số đại bác của người Serbia. Chiến thắng ở Serbia đã góp phần xác định quyền kiểm soát của Liên minh Trung tâm (Đức-Áo-Bulgaria-Thổ) trên một dải đất rộng lớn từ Biển Bắc tới sông Tigris. Quân đội Áo-Hung đảm nhiệm việc chiếm đóng Serbia và xây dựng chính quyền quân quản tại Beograd. Dưới sự đôn đốc trực tiếp của Mackensen, lực lượng Liên minh đã chuyển hóa hệ thống đường sắt của Serbia thành tuyến đường liên lạc trên bộ giữa Đức với đồng minh Ottoman. Sau khi xâm chiến Serbia, Conrad cử Tập đoàn quân số 3 Áo-Hung sang xâm lược Montenegro, trong khi Falkenhayn rút phần lớn các sư đoàn Đức khỏi Cụm Tập đoàn quân Mackensen và thuyên chuyển chúng sang các chiến trường khác. Cụm Tập đoàn quân Mackensen được tái tổ chức bao gồm Tập đoàn quân số 11 (Đức), Tập đoàn quân số 1 và 2 (Bulgaria). Trong đó, Tập đoàn quân số 11 có biên chế gồm 2 sư đoàn Đức, 1 sư đoàn Áo-Hung và 3 sư đoàn Bulgaria. Nhiệm vụ kế tiếp của Mackensen là trục xuất quân đội Pháp-Anh và tàn quân Serbia khỏi Salonika. Mackensen dự định mở một cuộc tấn công đại quy mô vào Salonika năm 1916, nhưng kế hoạch liên tục bị trì hoãn và không bao giờ được thực hiện, do nhu cầu cấp bách của mặt trận Tây Âu buộc Falkenhayn phải rút thêm nhiều đơn vị Đức từ Balkan sang Pháp giúp Tập đoàn quân số 5 đánh trận Verdun. Mackensen chỉ có thể thực hiện các đợt tấn công có giới hạn vào Salonika, và điều ấy đã làm viên thống soái năng động này thất vọng đến mức Seeckt mô tả ông ta là "một Blücher rầu rỉ".

### Chiến dịch Romania 1916-17
Trong khi Mackensen trấn giữ mạn Balkan, tình hình quân đội Đức trên các mặt trận chính đều không mấy suôn sẻ. Ở Tây Âu các cuộc tấn công của quân Đức vào cổ thành Verdun bị quân Pháp bẻ gãy với thương vong lớn cho cả hai phía. Ở Đông Âu, tháng 6 năm 1916 quân đội Nga mở chiến dịch Brusilov xuyên thủng trận địa quân Áo-Hung tại Galicia. Được cổ vũ bởi những chiến thắng đó, Romania - một nước đang có tranh chấp lãnh thổ với Áo và Bulgaria - nhảy vào tham chiến trong phe Hiệp ước ngày 15 tháng 8 năm 1916. Tình hình mới này buộc phe Liên minh cử một tướng Bulgaria thay Mackensen chỉ huy mặt trận Salonika, còn Mackensen dời tổng hành dinh đến biên giới Bulgaria-Romania hòng chuẩn bị loại Romania khỏi vòng chiến. Kỳ này Bộ Tổng tham mưu Đức phân công ông chỉ huy Tập đoàn quân Donau tân lập gồm các đơn vị Đức, Áo-Hung, Bulgaria và Thổ Ottoman. Thiếu tướng Emil von Hell được chỉ định làm tham mưu trưởng của Mackensen. Phe Liên minh lập kế hoạch chinh phục Romania theo 2 gọng kìm: gọng kìm thứ nhất là Tập đoàn quân số 9 (Đức) do tướng Falkenhayn (viên tổng tham mưu trưởng vừa bị sa thải) chỉ huy từ vùng Transylvania thuộc Áo đánh ập xuống miền bắc Romania, gọng kìm thứ hai là Tập đoàn quân Donau từ miền bắc Bulgaria tràn lên thôn tính miền nam Romania.

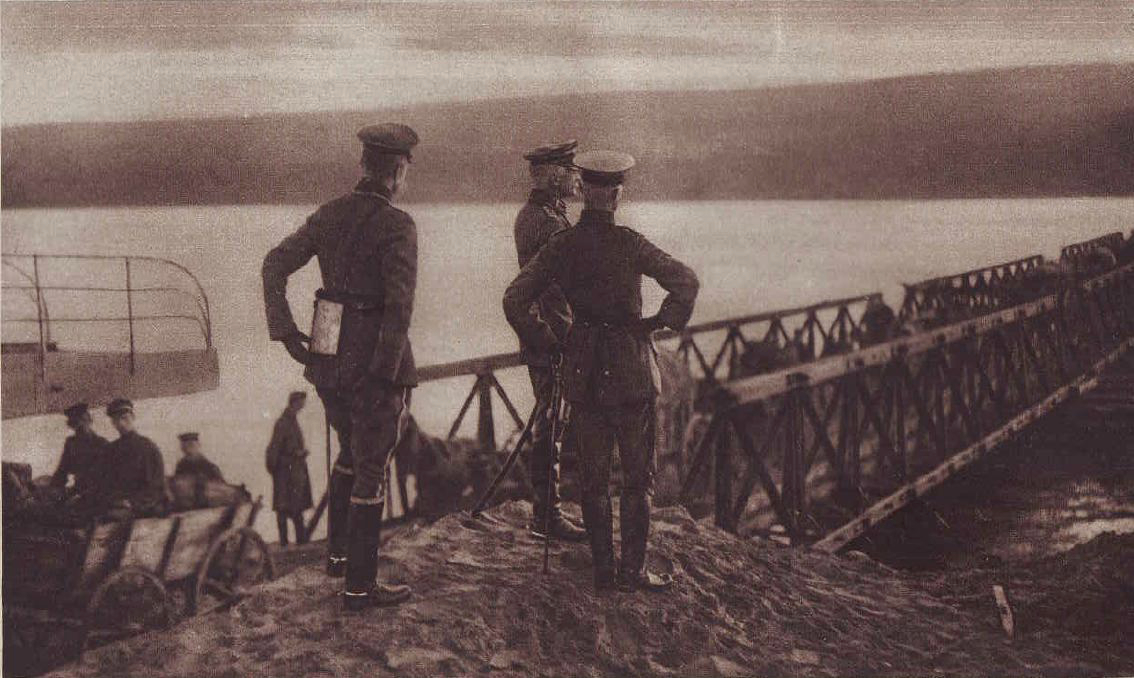
Mackensen chỉ huy lực lượng vượt sông Donau tại Romania.

Ngày 1 tháng 9, Mackensen khởi động tấn công vùng Dobruja của Romania. Đối diện với tập đoàn quân của ông là 5 sư đoàn Romania trên bờ nam sông Donau, tập trung mạnh nhất ở các thành trì Tutrakan và Silistria. Quân Liên minh nhanh chóng nhanh chóng hạ các thành Tutrakan, Dobrič (5 tháng 9), Silistria (9 tháng 9) và làm tan rã các đơn vị Romania cản đường tiến. Người Romania vội vã tăng quân từ vùng Transylvania xuống đánh chặn Mackensen và giành lại vài km lãnh thổ bị mất. Tuy nhiên, động thái này vô hình trung đã khai lối cho Tập đoàn quân số 9 (Đức) vượt các ngọn đèo phía bắc và chọc sâu vào Transylvannia. Ngày 1 tháng 10, phía Romania tung quân dự bị từ Rahovo vượt sông Donau phản kích vào lưng quân Mackensen nhưng thất bại. Không lâu sau đó, những bước tiến mạnh mẽ của Falkenhayn trên mạn bắc đã buộc Romania chia quân từ Dobruja lên Transylvannia. Chớp lấy thời cơ, Mackensen thúc quân đánh chiếm Constanza và Cernavoda (Dobruja), sau đó vượt sông Donau vào ngày 23 tháng 11. Quân Nga tràn sang giúp Romania nhưng cũng bị Mackensen đánh bại. Sức ép của 2 gọng kìm quân Liên minh sớm buộc quân Nga và Romania phải tháo chạy trên toàn tuyến; ngày 6 tháng 12 Mackensen khải hoàn tiến vào thủ đô Bucharest. Đến giữa năm 1916, các cánh quân của Mackensen và Falkenhayn đã thôn tính hầu hết vương quốc Romania (trừ tỉnh Moldova). Ngày 7 tháng 1 năm 1917, Mackensen trở thành một trong 5 quân nhân duy nhất được Hoàng đế Đức tặng Huân chương Thập tự Sắt hạng Đại Thập tự trong cuộc chiến.
Năm 1917, Mackensen được lập làm thống đốc quân quản các vùng bị chiếm đóng của Romania. Cùng lúc đó, quân Romania đã rút về Moldova và gầy dựng lại lực lượng với sự hỗ trợ của người Pháp. Thực thi chiến lược của Bộ Tổng tham mưu Đức là tập trung tấn công Đông Âu nhằm loại Nga và Romania khỏi vòng chiến, Mackensen huy động một lực lượng lớn quân Đức, Áo-Hung xâm chiếm Moldova tháng 6 năm 1917. Quân Liên minh chạm trán nảy lửa với quân Romania trong các trận đánh ở Mărăști, Mărășești và Oituz từ ngày 22 tháng 7 đến ngày 3 tháng 9. Mặc dù hai bên đều bị thiệt hại lớn, quân đội Romania đã làm phá sản hoàn toàn cuộc tấn công của Mackensen vào Moldava. Tuy nhiên, việc chính quyền mới của Nga ký Hòa ước Brest-Litovsk với Đức, Áo-Hung vào tháng 3 năm 1918 đã đánh dấu sự rút lui của Nga khỏi cuộc chiến và tạo thế cho Liên minh cô lập Romania. Tình hình đó buộc vương quốc Romania phải ký hiệp ước đầu hàng Liên minh tại Bucharest ngày 7 tháng 5 năm 1918. Mackensen ở lại quân quản Romania cho tới khi Đức đầu hàng phe Hiệp ước tại Pháp ngày 11 tháng 11 năm 1918. Sau chiến tranh, Mackensen dẫn 200.000 quân về Đức, nhưng đến Hungary thì bị quân Pháp bắt làm tù binh. Đến tháng 11 năm 1919, Mackensen mới được trả tự do.

## Cuối đời

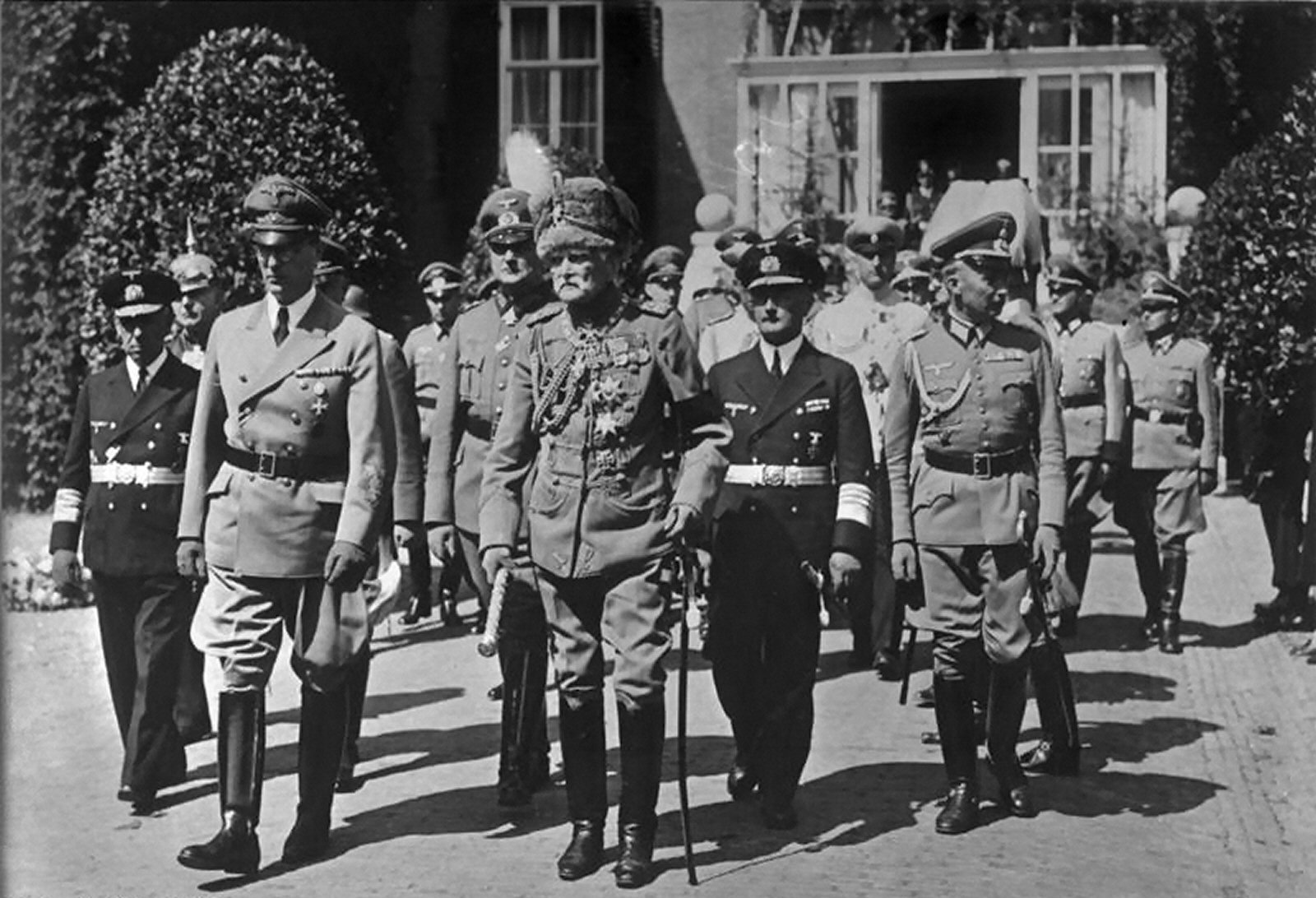
Mackensen trong tang lễ cựu hoàng Đức tại Hà Lan.

Sau khi về nước tháng 12 năm 1919, Mackensen phục viên khỏi quân đội Đức. Ông đã tham gia các hiệp hội cựu chiến binh Chiến tranh thế giới thứ nhất và giao thiệp với các tổ chức dân tộc chủ nghĩa của thanh niên Đức trong thời kỳ Cộng hòa Weimar. Sau khi Thống chế - Tổng thống Đức Paul von Hindenburg chết năm 1934, Mackensen trở thành thống chế duy nhất còn sống của Lục quân Đế quốc cũ. Mackensen được chính quyền Quốc xã của Adolf Hitler cấp cho một điền trang Brüssow (Tây Phổ), và ông thường hay tham dự các nghi lễ quân đội Quốc xã trong quân phục lính khinh kỵ thời xưa. Bên cạnh đó, Mackensen đã phản đối chính phủ Hitler về việc giết hại 2 tướng Ferdinand von Bredow và Kurt von Schleicher trong vụ thanh trừng đẫm máu "Đêm của những con dao dài" tháng 7 năm 1934, và về những tội ác của quân Đức trong chiến dịch tấn công Ba Lan tháng 9 năm 1939. Hitler và cận thần của ông ta là Joseph Goebbels từng nghi ngờ Mackensen bất trung với chế độ, nhưng họ không thể làm gì được ông. Trên thực tế Mackensen vẫn luôn là một người bảo hoàng cuồng nhiệt, và vào năm 1941 ông đã xuất hiện trong quân phục Lục quân Đế quốc tại lễ tang cựu hoàng Wilhelm II ở Doorn, nay thuộc Hà Lan. Con trai ông, Eberhard von Mackensen (1889 – 1969) là Đại tướng quân đội Đức, đã tham gia chỉ huy nhiều chiến dịch lớn ở Liên Xô và Ý trong Chiến tranh thế giới thứ hai. Cuối cuộc chiến, Mackensen phải sơ tán khỏi Brüssow khi quân đội Liên Xô tiến vào miền đông nước Đức. Ngày 8 tháng 11 năm 1945, ông qua đời ở thị trấn Schmiedelberg - bang Sachsen.